# Eric Fish
Eric Fish (* 28. Mai 1969 in Treuenbrietzen, eigentlich Erik-Uwe Hecht) ist ein deutscher Sänger, Musiker und Kunstmaler. Er ist seit 1992 Frontmann der Band Subway to Sally (Beitritt zur Band 1991).

## Biografie
Eric Fish war 1988 im DDR-Endausscheid der Nachwuchsliedermacher in Berlin. Im selben Jahr gründete er die Band Catriona mit Jan Klemm (Violine) und Marek Kalbus (Gesang, Gitarre) und baute und erlernte seinen ersten eigenen Dudelsack (schottische Great Highland Bagpipe).
1991 wurde er Mitglied der Band Subway to Sally, die 2012 ihr 20-jähriges Bühnenjubiläum feierte. Mit dieser kann er 15 Alben mit Chartplatzierungen vorweisen. 2008 gewann er mit Subway to Sally den Bundesvision Song Contest von Stefan Raab. Im selben Jahr bekam er für die Live-DVD der Akustiktour Nackt die goldene Schallplatte überreicht.
Tourneen mit Subway to Sally führten ihn nach Nord- und Südamerika, China und Osteuropa.
Seit 1999 steht er auch mit seinem Liedermacher-Soloprogramm „Eric Fish & Friends“ auf der Bühne. Begleitet wird er von Uwe Nordwig (Gitarre, Gesang), Rainer Michalek (Gitarre, Mundharmonika, Gesang) und Gerit Hecht (Klavier, Ton). Seit 2004 erschienen diverse Live- und Studio-CDs sowie sogenannte „Zugaben“ mit Coverversionen verschiedener Songs. Nachdem die Band 2014 für das Wacken Open Air gebucht wurde, entstand die Idee, eine „Zugabe IV: Wacken flavoured“ aufzunehmen, welche Coversongs diverser „Wacken-tauglicher“ Metalbands zum Inhalt hat. Außerdem veröffentlichte die Band 2009 die Live-DVD Filmtourfilm.
Daneben musizierte Eric Fish seit 2005 einige Zeit zusammen mit anderen Musikern unter dem Namen „Weiss“.
Im Jahr 2006 gründete Eric Fish sein eigenes Label, Esox Music. Die erste Band, die bei Esox unter Vertrag kam, war The Villains aus Hohenstein-Ernstthal.

## Diskografie

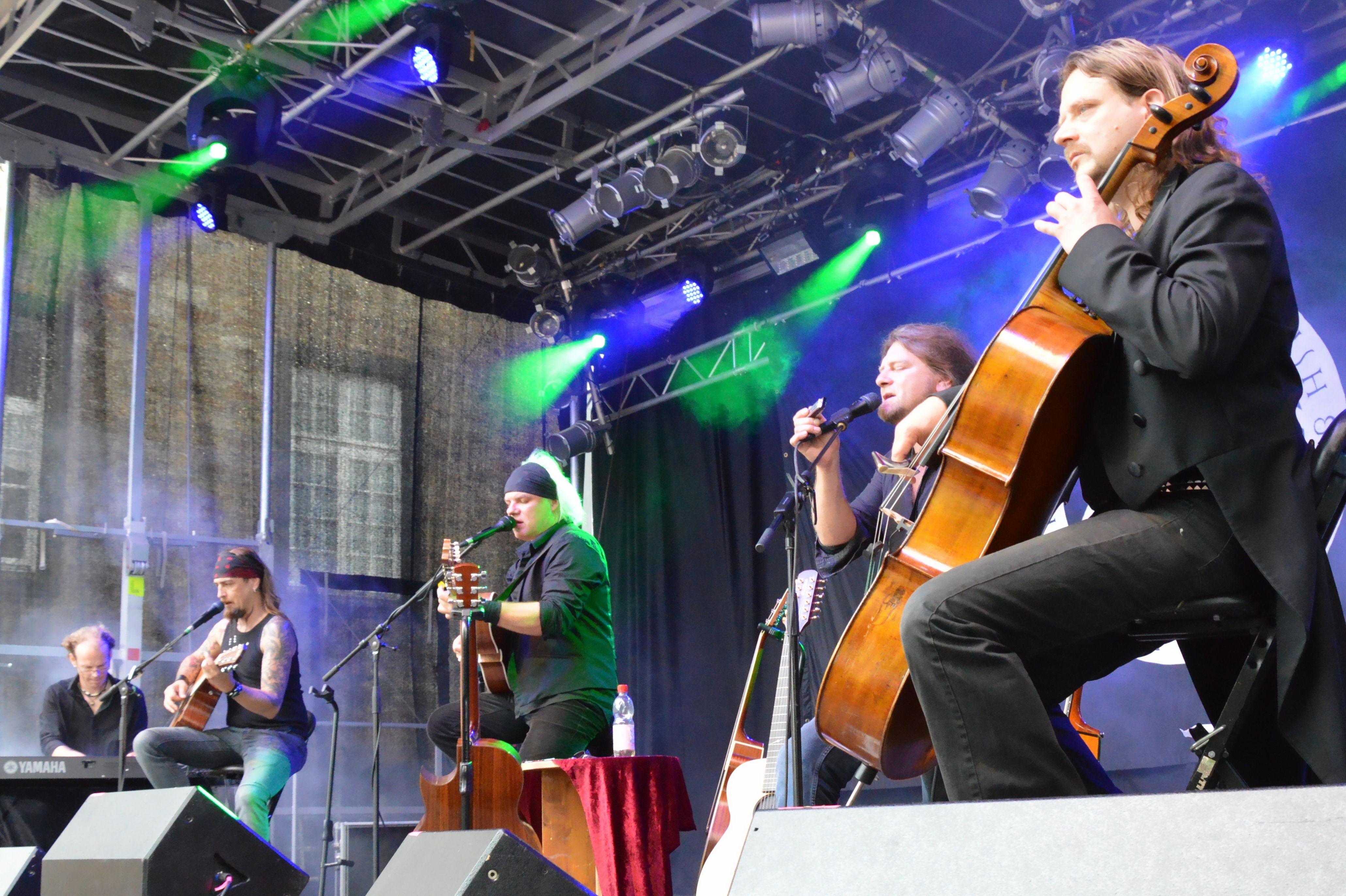
Eric Fish & Friends beim Burgfolk Festival 2013

### Solo
Alben
- 2004: Live! - Auge in Auge (Buschfunk)
- 2005: Zwilling (Buschfunk)
- 2007: Gegen den Strom (Esox Music/Alive)
- 2009: Anders sein – Der FilmTourFilm (CD und DVD) (Esox Music)
- 2010: Alles im Fluss (Esox Music)
- 2013: Kaskade (Esox Music)
- 2016: Mahlstrom (Esox Music)
- 2020: Gezeiten (Esox Music)
- 2023: Untiefen (Foxy Records)

Singles, EPs
- 2006: Zugabe (EP; Esox Music)
- 2008: Zugabe II (EP; Esox Music)
- 2012: Zugabe III (EP; Esox Music)
- 2014: Zugabe IV (EP; Esox Music)
- 2014: Im Feuertal

### Mit Catriona
- 1990: Rightful King

### Mit Bannkreis
- 2018: Sakrament

### Gastbeiträge
- 1996: Skyclad – „Oui Avant-Garde a Chance“
- 1999: Grave Digger – „Excalibur“ (Dudelsack, Barockoboe, Schalmei, Flöten)
- 2001: Pain of Progress – „Frozen Pain“
- 2002: Adorned Brood – „Erdenkraft“
- 2002: Nik Page – „Sacrifight“
- 2002: Fiddler’s Green – „Tangerine“
- 2006: Letzte Instanz – „Das Stimmlein“
- 2006: Lacuna Coil – „Enjoy the Silence“
- 2006: Lacuna Coil – „Virtual Environment“ (Dudelsack)
- 2006: ASP – „Zaubererbruder (Krabat Liederreihe 7)“
- 2006: EvilUwe – „Mann auf dem Wasser“
- 2007: The Villains – „Plastic Pilots“
- 2008: Albi’s Corner – „Off The Hook“
- 2008: ASP – „Zaubererbruder“ (Neuaufnahme)
- 2008: The Villains – „Wieso sitzen Sie da“
- 2009: Coppelius – „Rightful King“
- 2009: Der Schulz feat. Uwe Nordwig – „Wenn Du Sonne siehst“ (Cinko)
- 2010: Saltatio Mortis – „Daedalus“ Live-DVD
- 2010: Falkenberg – „Wenn die Bilder nicht zu Ende gehn“ (Gesang, Uilleann Pipes)
- 2013: Faun – „Minne 2013“
- 2016: Subway to Sally & Lord of the Lost - „Sin“ & „Sin (Formalin Remix)“, enthalten auf „Eisheilige Nacht 2016“ (EP, Beilage des Sonic Seducer 11/2016)
- 2018: Mono Inc. - A Vagabond's Life, Album: Welcome To Hell
- 2020: Incantatem – „Hof der Wunder“
- 2020: Mitwirkung bei „Nein, meine Söhne geb’ ich nicht“ (Reinhard Mey & Friends)